# Syddansk Erhvervsskole
 Der er for få eller ingen kildehenvisninger i denne artikel, hvilket er et problem. Du kan hjælpe ved at angive troværdige kilder til de påstande, som fremføres i artiklen.

Syddansk Erhvervsskole (i Odense og Vejle) er Danmarks største erhvervsskole med ca. 35-40.000 elever/kursister om året (svarende til 6.100 årsværk). Syddansk Erhvervsskole er en fusion mellem Odense Tekniske Skole og Vejle Tekniske Skole. Skolen har således rødder, der går tilbage til 1844. Syddansk Erhvervsskole drives som en selvejende institution, som ledes af en bestyrelse med repræsentanter for arbejdsmarkedets parter og to medlemmer fra lokalområdet. Skolens organisation er opdelt i en række fagligt orienterede pædagogiske chefområder og et antal stabsfunktioner. Skolen har ca. 700 medarbejdere.
I dag dækker Syddansk Erhvervsskole en del af den syddanske region, og skolen har adresser i henholdsvis Jylland og på Fyn, jf. nedenfor.
Syddansk Erhvervsskole udbyder mere end 90 forskellige ungdomsuddannelser og driver desuden Danmarks største tekniske gymnasium under navnene Odense Tekniske Gymnasium og Vejle Tekniske Gymnasium.

## Adresser
Syddansk Erhvervsskole er fordelt på følgende adresser:

### Odense
- Munkebjergvej 130 (Odense Tekniske Gymnasium har samme adresse)
- Petersmindevej 1F
- Risingsvej 60
- Billedskærervej 13

### Vejle
- Boulevarden 36
- Jernbanegade 28 (Vejle Tekniske Gymnasium)

### Grindsted
- Tårnvej 135